# 존 제임스 오듀본

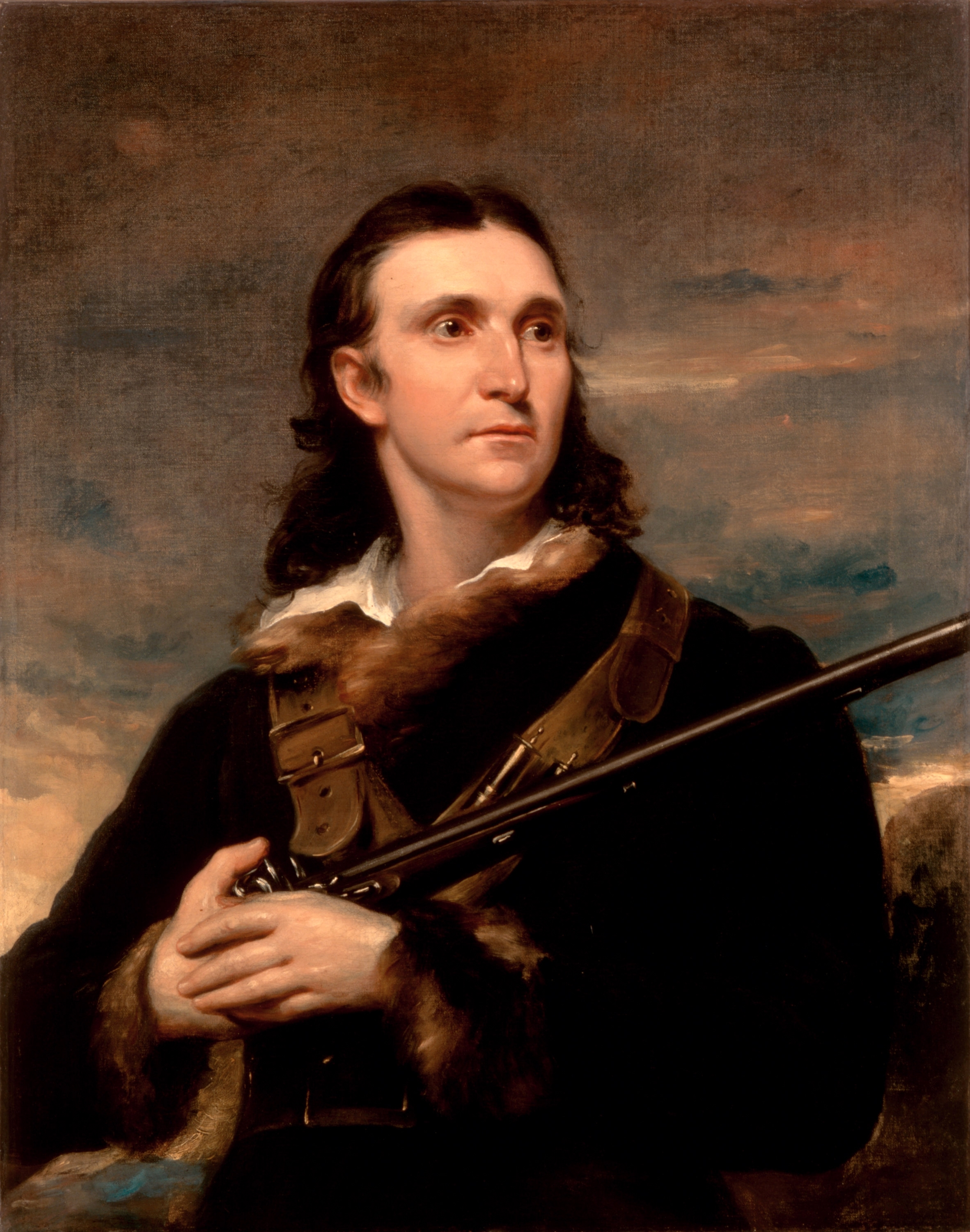

존 제임스 오듀본(John James Audubon, 1785년 4월 26일- 1851년 1월 27일)은 미국의 조류학자, 화가, 서인도 제도의 아이티에서 프랑스 해군 사령관의 아들로 출생하였다. 1803년 미국으로 건너가 필라델피아에서 새의 그림을 그렸다. 그 후 켄터키에 가서 조류 연구가인 윌슨의 지도를 받았다. 1838년 <아메리카의 조류>를 출판한 후부터 새를 전문적으로 그리는 화가로 이름을 떨쳤다. 1905년 '오듀본 협회'가 생겼으며, 켄터키주에 '오듀본 기념 주립 공원'이 있다.

## 같이 보기
- 여행비둘기

## 참고 자료
- 이 문서에는 다음커뮤니케이션(현 카카오)에서 GFDL 또는 CC-SA 라이선스로 배포한 글로벌 세계대백과사전의 내용을 기초로 작성된 글이 포함되어 있습니다.